# Skohötjärnen (Lycksele socken, Lappland)
Skohötjärnen är en sjö i Lycksele kommun i Lappland och ingår i Umeälvens huvudavrinningsområde.